# Onychostoma alticorpus
Onychostoma alticorpus es una especie de peces de la familia Cyprinidae en el orden Cypriniformes.

## Morfología
Los machos pueden llegar alcanzar los 50 cm de longitud total.

## Hábitat
Es un pez de agua dulce.

## Distribución geográfica
Se encuentra en Taiwán y China.